# Placówka Straży Celnej „Uzdowo”

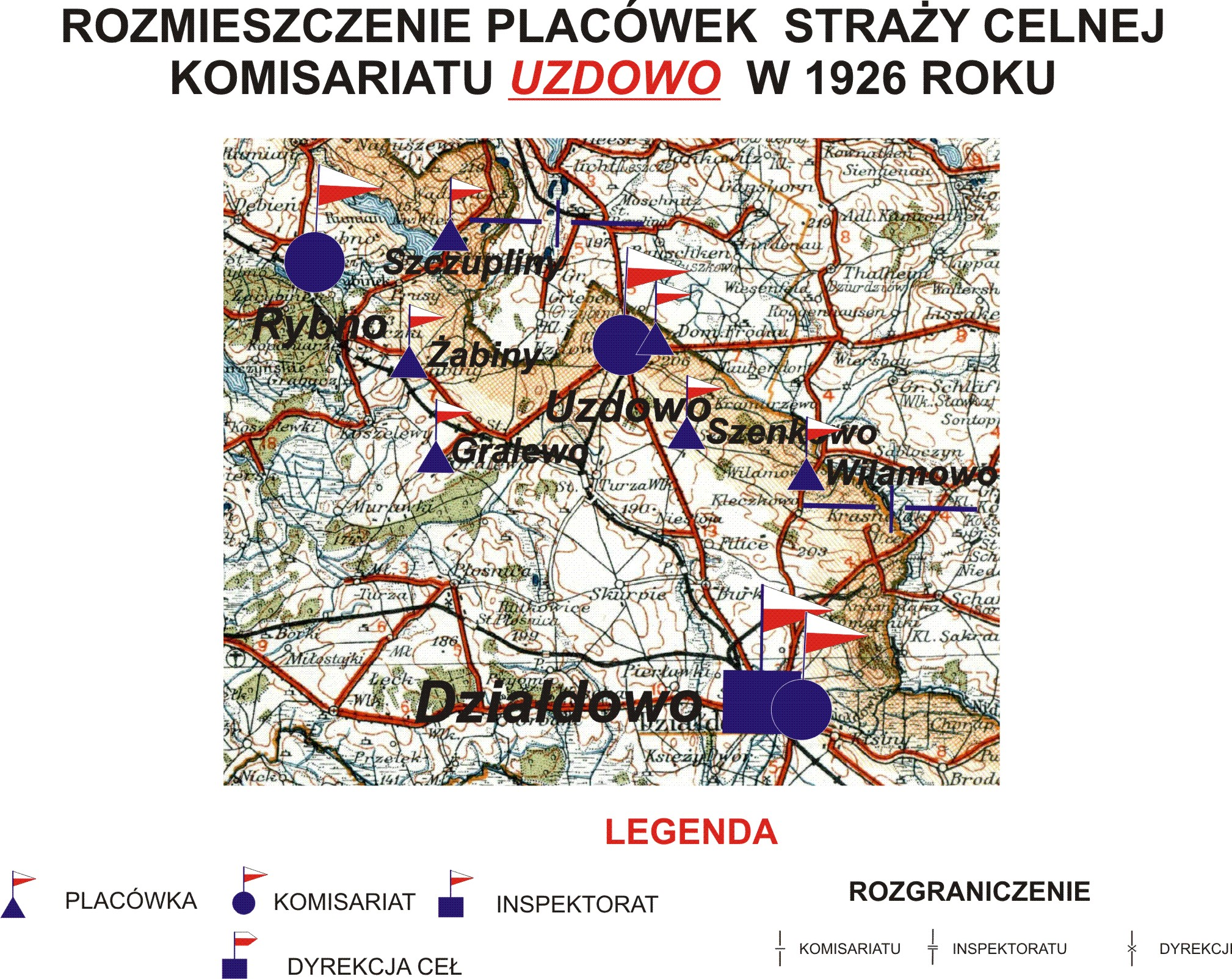
Rozmieszczenie placówek SC komisariatu "Uzdowo" w 1926 roku

Placówka Straży Celnej „Uzdowo” – jednostka organizacyjna Straży Celnej pełniąca w okresie międzywojennym służbę ochronną na granicy polsko-niemieckiej.

## Formowanie i zmiany organizacyjne
Na wniosek Ministerstwa Skarbu, uchwałą z 10 marca 1920 roku, powołano do życia Straż Celną. Jednostki Straży Celnej rozpoczęły przejmowanie odcinków granicy od pododdziałów Batalionów Celnych. W 1921 roku w Rybnie stacjonował sztab 4 kompanii 13 batalionu celnego. Kompania wystawiała między innymi placówkę w Uzdowie. Proces tworzenia Straży Celnej trwał do końca 1922 roku. Placówka Straży Celnej „Uzdowo” weszła w podporządkowanie komisariatu Straży Celnej „Uzdowo” z Inspektoratu SC „Działdowo”.
W drugiej połowie 1927 roku przystąpiono do gruntownej reorganizacji Straży Celnej. W praktyce skutkowało to rozwiązaniem tej formacji granicznej. Ochronę północnej, zachodniej i południowej granicy państwa przejęła powołana z dniem 2 kwietnia 1928 roku Straż Graniczna.
Rozkazem nr 1 z 12 marca 1928 roku w sprawach organizacji Mazowieckiego Inspektoratu Okręgowego Naczelny Inspektor Straży Celnej gen. bryg. Stefan Pasławski określił strukturę organizacyjną komisariatu SG „Działdowo”. Placówka Straży Granicznej I linii „Uzdowo” znalazła się w jego strukturze.

## Służba graniczna
Sąsiednie placówki
- placówka Straży Celnej „Sękowo” ⇔ placówka Straży Celnej „Gralewo” − 1926[9]

## Funkcjonariusze placówki
Kierownicy placówki
| stopień    | imię i nazwisko, numer   | okres pełnienia służby | kolejne stanowisko |
| ---------- | ------------------------ | ---------------------- | ------------------ |
| przodownik | Franciszek Kubiak (2456) | był w 1926             |                    |

Obsada personalna placówki w 1926:
- przodownik Franciszek Kubiak (2456)
- strażnik Piotr Ornowski (1403)
- strażnik Antoni Robaszyński (796)
- strażnik Stefan Berkowski (2330)
- strażnik Franciszek Pietrzak (3208)
- strażnik Józef Szulc (2731)
- strażnik Michał Matysiak (2572)
- strażnik Jan Tomkowski (1326)